# 川上貴史
川上 貴史（かわかみ たかふみ、12月3日 - ）は、日本の男性声優。大阪府出身。

## 略歴
以前は81プロデュース、ベルプロダクション、スチール・ウッド・ガーデンに所属していた。

## 人物
声種はテノール。方言は大阪弁、京都弁。
趣味はビリヤード、読書、映画鑑賞、買物（清掃用品、洋服）。特技はトロンボーン。

## 出演

### テレビアニメ
2004年
- 今日からマ王!（ボイド）
- 恋風（山崎先生、お茶屋）
- マシュマロ通信（ブリザード、役者、サーカス団員、男友達、タクシーの運転手）

2005年
- ガラスの仮面 平成版（細川）
- かりん（委員長、親衛隊C）
- SHUFFLE!（男子生徒B）
- スターシップ・オペレーターズ（真田トキヤ）
- D.C.S.S. 〜ダ・カーポ セカンドシーズン〜（男子生徒、生徒会長、運転手 他）
- ツバサ・クロニクル（親衛隊、街の人々、鬼児狩り、孫）
- BUZZER BEATER（警官）
- プレイボール（藤井）

2006年
- ああっ女神さまっ それぞれの翼（頭領、自動車部員、先生）
- ウィンターガーデン（客B）
- うたわれるもの（村人）
- 機神咆吼デモンベイン（魚人）
- きらりん☆レボリューション（2006年 - 2007年、カップル、雨宮嵐、進行係、記者）
- 銀魂（2006年 - 2010年、太助、配下、犯人B、暴走族A、子供D、幕臣、店員、隊士B、隊士A、助手、ゴミ収集員、博徒A、手下C、研究員B、黒服、男B、亀船員、審議放送、アナウンサー、先生）
- スパイダーライダーズ 〜オラクルの勇者たち〜（副隊長、村人）
- ぜんまいざむらい（おめんねジロー、犬、三太夫、ネズミ、悪駄衛門、キングジョー、町人A、男、若侍A、男性客B、店主、うどん屋、侍B、板前、通行人、若者、ヤンキー、アベックの男、ハエたたきざむらい、キリコ、のら八）
- D.Gray-man（狼男）
- DEATH NOTE（学生A）
- .hack//Roots（ゴード）
- ななみちゃん
- 武装錬金（生徒）
- ポケットモンスター ダイヤモンド&パール（2006年 - 2010年、アリアドス、Jの部下、Jのアリアドス、サイキッカー、ギンガ団の部下）
- MAJOR シリーズ（2006年 - 2010年、米倉、馬場、桂木、主審、ネルソン、GM、ヘイガン） - 4シリーズ
- MÄR（警官）
- らぶドル 〜Lovely Idol〜（客、通行人）

2007年
- エル・カザド（賞金稼ぎ）
- おおきく振りかぶって
- Over Drive（選手）
- スパイダーライダーズ 〜よみがえる太陽〜（兵士）
- デルトラクエスト（憲兵、衛兵、盗賊、ピール）
- 天元突破グレンラガン（ゾーシィ、バチョーン）
- 東京魔人學園剣風帖 龖（上荻士郎、男子A、イジメッ子B、アナウンサー、湯島、教師） - 2シリーズ
- ハヤテのごとく!（SP隊長）
- ぷるるんっ!しずくちゃん あはっ☆（果物屋主人）
- ロケットガール（キャスター）

2008年
- ウルトラヴァイオレット:コード044（スタッフ）
- 今日からマ王! 第3シリーズ（使者）
- 黒執事（ジェームズ、村人B）
- スキップ・ビート!（石橋雄生）
- 絶対可憐チルドレン（2008年 - 2009年、担任、部下）
- 無限の住人（餅屋）

2009年
- クロスゲーム（2009年 - 2010年、宮、江原、小野田、一年生、救急隊員、投手コーチ、ストーカー男、主審、審判）
- NARUTO -ナルト- 疾風伝（木ノ葉の暗部、若い大工、砦の四人、質屋・手下）
- PandoraHearts（隊員D、貴族B）

2010年
- 刀語（浪人B、浪人C）
- 迷い猫オーバーラン!（芸人A、司会者）
- れでぃ×ばと!（轟慎吾）

2011年
- ダンタリアンの書架（フットマン）

2022年
- 新テニスの王子様 U-17 WORLD CUP（越知月光）

### OVA
- 新ゲッターロボ（2004年、家臣、所員、警備員 他）
- スーパーロボット大戦ORIGINAL GENERATION THE ANIMATION（2005年、ハガネ隊員）
- トップをねらえ2!（2005年、乗組員D、管制員）
- 聖闘士星矢 THE LOST CANVAS 冥王神話（2009年、冥闘士）
- 新テニスの王子様 OVA vs Genius10（2014年、越知月光）

### 劇場アニメ
- 劇場版ポケットモンスター アドバンスジェネレーション ポケモンレンジャーと蒼海の王子 マナフィ（2006年、マンタイン）
- 劇場版 天元突破グレンラガン（2008年、ゾーシィ）
- 劇場版ポケットモンスター ダイヤモンド&パール アルセウス 超克の時空へ（2009年、ニドリーナ）

### Webアニメ
- 亡念のザムド（2008年、運転士B、憲兵B、兵士A、船員A、研究員B、オンゴロ使い、衛兵）

### ゲーム
- きらりん☆レボリューション きらきらアイドルオーディション（2006年、雨宮嵐）
- .hack//G.U.（2006年 - 2007年） - 3作品[一覧 1]
- きらりん☆レボリューション めざせ!アイドルクイーン（2007年、雨宮嵐）
- ボーダーブレイク（2009年、熱血タイプ）
- 第2次スーパーロボット大戦Z 破界篇（2011年）
- 第3次スーパーロボット大戦Z 時獄篇（2014年）

### ドラマCD
- とある科学の超電磁砲（メイド喫茶オーナー）

### 吹き替え

#### 映画
- GOAL!（アルマンド）

#### テレビドラマ
- グレイズ・アナトミー 恋の解剖学（ライアン）
- セイディ my ダイアリー（男子生徒）

#### アニメ
- きかんしゃトーマス（バーティー）※テレビ東京版
- ショベルカーディグスとはたらく車たち（カール）
- ミュータント タートルズ（ハニーカット教授、少尉）

### テレビ番組
- あの歌がきこえる

### ボイスオーバー
- NIPPON@WORLD

### ラジオ
- 声優王国!あんたの声が好きやねん!（第12期パーソナリティ）

## ディスコグラフィ

### キャラクターソング
| 発売日        | 商品名                                                                         | 歌                                                   | 楽曲                                      | 備考                                    |
| ------------- | ------------------------------------------------------------------------------ | ---------------------------------------------------- | ----------------------------------------- | --------------------------------------- |
| 2016年8月24日 | 新テニスの王子様「THE BEST OF U-17 PLAYERS X Tsukimitsu Ochi &Jusaburoh Mori」 | 越知月光（川上貴史）、毛利寿三郎（野島健児）         | 「勝利への花道」 「勝利への花道 -Remix-」 | OVA『新テニスの王子様』関連曲           |
| 2017年1月25日 | バレンタイン・キッス                                                           | 越知月光（川上貴史）with U-17 毛利寿三郎（野島健児） | 「バレンタイン・キッス」                  | テレビアニメ 『新テニスの王子様』関連曲 |

### シリーズ一覧
1. ↑  『Vol.1 再誕』『Vol.2 君想フ声』（2006年）、『Vol.3 歩くような速さで』（2007年）